# Stazione di Dicomano
Stazione di Dicomano vasútállomás Olaszországban, Dicomano településen.

## Vasútvonalak
Az állomást az alábbi vasútvonalak érintik:
- Pontassieve-Borgo San Lorenzo-vasútvonal

## Kapcsolódó állomások
A vasútállomáshoz az alábbi állomások vannak a legközelebb:
- Stazione di Contea-Londa
- Stazione di Vicchio